# トラック乗り継ぎの旅
トラック乗り継ぎふれあい旅（トラックのりつぎふれあいたび）は、テレビ東京の『土曜スペシャル』や『日曜ビッグバラエティ』などの枠で不定期に放送されていたシリーズ企画である。

## 概要
毎回3人の芸能人が、ヒッチハイク・リレー形式でトラックを乗り継いで8泊9日の日程内に目的地への到達を目指す。
前身は、1992年から『日曜ビッグスペシャル』にて放送された「日本縦断トラック乗り継ぎの旅」という企画であり、内容は異なることもある。
2012年1月28日から『土曜スペシャル』で18年ぶりの企画として復活した。『土曜スペシャル』の企画であるが、第8弾は『土曜スペシャル』枠外の火曜 18:00 - 20:54で、第10弾は『水曜エンタ』枠、第12弾と第13弾は日曜ビッグ枠で19時54分から21時48分に放送された。

## 旅の基本ルール
- 3人（第10弾は4人）の芸能人で1チームとして、1人につき3日間、トラックでヒッチハイクしながら、ゴールである最終目的地を目指す。リレー形式でタスキをつないでゴールできれば「成功」となる（2015年12月16日放送の特別編は1泊2日×3で6日間）。
- 各芸能人につき、それぞれに出発地から目的地までの担当区間が定められている。例えば、仮に東京から最終目的地が鹿児島だとして、（1）東京－大阪、（2）大阪－福岡、（3）福岡－鹿児島といった具合に各担当区間が設定される。各タレントは番組のタスキをかけて、遅くとも4日目の正午までに次のタレントにタスキを手渡すルールとなっている（概ね、3日目の夜までに担当区間が達成されるケースが多い）。もし4日目の正午までに、各担当区間がクリアできない場合は、次の芸能人のスタート地点が前倒しされることになる（第3弾では、札幌から仙台を担当した篠山輝信が3日間で途中の青森までしかたどり着かず、4日目になっても青森から出ることができなかったため、本来は仙台から担当するはずであった玉袋筋太郎が繰り上げスタートとなり、青森からゴールを目指しスタートした）。このような場合でも、9日間で（最終日の24時までに）最終目的地に着くことができれば「成功」である。
- それぞれの担当区間の途中にチェックポイントとなる都市があり、そこでは必ずトラックを降りなければならない。チェックポイントの設定箇所により、コースの難易度が調整可能となる。
- 一度乗ったトラックと同じものを積んだトラックには乗ることができない。同乗の許可が出たとき、積荷を確認する。例えば、リンゴを積んだトラックを一度利用すると、その後、別のドライバーから同乗の許可が出ても、そのトラックの積荷がまたリンゴであれば、もう乗ることはできない。
  - 積荷がない場合は「空」として、一つの積荷として扱われるため、全行程で1度だけ、積荷がないトラックに乗ることができる。この「空」をいつ使うかも、目的地到達までの重要なポイントとなっている。実際、既に「空」を使ってしまった後で、協力的なドライバーや運送会社の経営者が、目的地に行く用事が無くとも、出演タレントを乗せて行こうとしても、「空」であるために利用できないこともある。第12回では積荷のないトラックには乗れないようになった。
- 移動手段はトラックのみ。
  - トラックであれば軽トラック、自家用のピックアップトラック、業務用の小型（1,5t〜3tクラス）、中型（4tクラス）、大型トラックなどの種類を問わず利用できる。ダンプカー、ミキサー車も利用できるが、ミキサー車は積み荷が「空」か生コン、ダンプカーは空か土砂のみとなるため、利用可能回数は限られる。海上コンテナトレーラーは到着地点まで海上コンテナを荷主が封印開錠するまで開けられないことが多いためルール上不可。ただし大型建設機械等を輸送する平トレーラーは可。
  - チェックポイントの都市へ歩いて移動することはできない。また、ゴール直前の地点でトラックが捕まらなくても歩いてゴールすることはできず、必ずトラックでゴール地点に着かなければならない。

第8弾：2016年2月13日放送『激走!横浜→→稚内 トラック乗り継ぎふれあい旅8』
この回では、チェックポイントをルーレットで決定する方式が採用された。ルーレットを回すのはトラックの運転手である。このルーレットによって、ヒッチハイクの難易度が左右される。第11回放送分では、チェックポイントに松前町が選択されたため、青森市→函館→CP松前町→函館→長万部と函館を二度も通過することとなり、時間的ロスが発生した。このようにトラックの交通量が限定的であったり、地理的に迂回するようなチェックポイントが選ばれると大きく時間をロスすることになる。
第10弾：2017年2月5日放送『列島縦断2600kmトラック乗り継ぎ旅!ガチンコ激走バトル2017』
北と南の2チームに分かれ、北チームは札幌から、南チームは福岡からそれぞれ同時にスタートして東京の築地市場を目指し、先にゴールした方が勝ちとなるルールとされた。タイムリミットは7日間で、各芸能人の担当区間はなくなり、3日目と5日目の正午に、たとえトラックで移動中でも強制的に下車して次の芸能人と交代する。
これまでは積荷が空のトラックを一度だけ使うことができたが、今回は空のトラックは一度も使えないようになった。
特別企画：2024年3月7日放送『トラック乗り継ぎ旅ザ・ワールド!激走アメリカ横断3500km!ルート66を辿る』
この回はチェックポイント制ではなく、今は廃線となったルート66の保存区間にある4区間を通ることが必須とされた。保存区間以外は積載物のあるトラック（荷台のある小型車も含む）に限定されるが、観光地化されている4つの保存区間部分ではトラック以外の車も利用可能とした。この回では各走者ごとの目的地は指定されていないため繰り上げスタートはなく、タスキを受け渡すことが必須とされた。4人の走者が11日間をかけてゴールであるサンタモニカの海岸で夕日を観ることが旅の目的とされた。

## 放送リスト
| 弾                           | 放送日                       | 番組タイトル                                                         | 出発地                         | 目的地                         | 内容 （CPはチェックポイント、Gは目的地） | 結果                   | 備考                    |
| ---------------------------- | ---------------------------- | -------------------------------------------------------------------- | ------------------------------ | ------------------------------ | --- | ---------------------- | ----------------------- |
| 土曜スペシャル               |                              |                                                                      |                                |                                | |                        |                         |
| 1                            | 2012年1月28日 18:30 - 20:54  | 北海道〜東京!1600キロ トラック乗り継ぎふれあい旅                     | 宗谷岬                         | 築地                           | 【ナレーター】杉本るみ 1. 玉袋筋太郎：宗谷岬→旭川市→小樽市→青森港 2. 宍戸開：青森港→秋田市→酒田市→新潟市 3. 内藤大助：新潟市→前橋市→さいたま市→築地 | 成功                   | 乗継台数14 積荷の種類19 |
| 2                            | 2012年6月30日 18:30 - 20:54  | 鹿児島〜東京 1800キロ トラック乗り継ぎふれあい旅2                    | 鹿児島市                       | 築地                           | 【ナレーター】杉本るみ 1. 原田龍二：鹿児島市→熊本市→福岡市→下関市 2. 玉袋筋太郎：下関市→岡山市→明石市→大阪市 3. 内藤大助：大阪市→名古屋市→静岡市→築地 | 成功                   |                         |
| 3                            | 2013年2月9日 18:30 - 20:54   | 北海道〜東京 2000キロ トラック乗り継ぎふれあい旅3                    | 根室港                         | 築地                           | 【ナレーター】杉本るみ 1. 内藤大助：根室港→CP 帯広市（2泊）→CP 苫小牧市→G 札幌市 2. 篠山輝信：札幌市（泊）→石狩市→CP 函館市（泊）→青森市（泊）※時間切れ（…CP 盛岡市…G 仙台市） 3. 玉袋筋太郎：青森市※繰り上げスタート→CP 盛岡市→G 仙台市（泊）→CP 郡山市（泊）→CP 宇都宮市→G 築地 | 成功                   | 乗継台数10 積荷の種類14 |
| 4                            | 2013年7月20日 18:30 - 20:54  | 長崎〜東京!2000キロ 激走!トラック乗り継ぎの旅4                       | 長崎市                         | 築地                           | 【ナレーター】杉本るみ 1. ダイアモンド☆ユカイ：長崎市→CP 佐賀市→福岡市（泊）→CP 萩市（泊）→益田市→三隅町→G 松江市） 2. 玉袋筋太郎：松江城→CP 鳥取市（泊）→CP 福井市（泊）→G 金沢市 3. 内藤大助：金沢市→富山市（泊）→七尾市→CP 長野市（泊）→千曲市→岡谷市→諏訪市→CP 甲府市→※時間切れ | 失敗                   |                         |
| E1                           | 2013年12月21日 18:30 - 20:54 | ヨーロッパ縦断トラック乗り継ぎ旅!ナポリ〜パリ激走2800キロ!           | ナポリ                         | エトワール凱旋門               | 【ナレーター】杉本るみ 1. パンツェッタ・ジローラモ：ナポリ→CP ローマ（泊）→モデナ（泊）→G ミラノ 2. ユージ：ミラノ→CP チューリッヒ（泊）→シュトゥットガルト（泊）→G フランクフルト 3. 渡辺裕之：フランクフルト→CP ブリュッセル（泊）→サンリス（泊）→G エトワール凱旋門 | 成功                   | 乗継台数9 積荷の種類13  |
| 5                            | 2014年2月22日 18:30 - 20:54  | 東京〜網走1800キロ!トラック乗り継ぎの旅5                             | 葛西臨海公園                   | 網走港                         | 【ナレーター】杉本るみ 1. スギちゃん：葛西臨海公園→CP さいたま市→佐野市（泊）→CP 新潟市（泊）→新発田市→村上市（泊）→G 酒田市 2. 大鶴義丹：酒田市→CP 秋田市（泊）→CP 能代市→弘前市→青森市→G 八戸市 3. 玉袋筋太郎：八戸港→CP 帯広市（泊）→CP 釧路市（泊）→標茶町→弟子屈町→G 網走港 | 成功                   |                         |
| 6                            | 2014年8月23日 18:30 - 20:24  | 東京・大田〜鹿児島・枕崎2200キロ!トラック乗り継ぎの旅6               | 大田市場                       | 枕崎市                         | 【ナレーター】杉本るみ 1. ボビー・オロゴン：大田→CP 甲府市（泊）→諏訪市→CP 岐阜市（泊）→松阪市→G 伊勢市 2. スギちゃん：伊勢市→紀北町→紀宝町→那智勝浦町→太地町→串本町（泊）→CP 白浜町→上富田町→和歌山市→大阪市→倉敷市（泊）→CP 岡山市→G 高松市 3. 玉袋筋太郎：高松市→CP 松山市（民泊）→内子町→八幡浜市→CP 別府市（泊）→宮崎市→鹿児島市→G 枕崎市 | 成功                   | 乗継台数26 積荷の種類32 |
| 年末特番                     |                              |                                                                      |                                |                                | |                        |                         |
| E2                           | 2014年12月30日 18:00 - 20:54 | 激走2700キロ!モナコ→リスボン 欧州トラック乗り継ぎの旅2               | モナコ                         | ジェロニモス修道院             | 【ナレーター】杉本るみ 1. 角田信朗：モナコ→ニース→エクサンプロヴァンス（泊）→CP マルセイユ→フィザラス→バダロナ（泊）→G バルセロナ 2. ボビー・オロゴン：バルセロナ→タラゴナ（泊）→サグント→CP バレンシア→G マドリード 3. 大鶴義丹：マドリード→CP グラナダ（泊）→ファロ（泊）→アルモドバル→G リスボン） | 成功                   | 乗継台数15 積荷の種類19 |
| 土曜スペシャル               |                              |                                                                      |                                |                                | |                        |                         |
| 7                            | 2015年2月14日 18:30 - 20:54  | 東京〜北海道・知床2300キロ!トラック乗り継ぎふれあい旅7               | 大田市場                       | 知床 (世界遺産)                | 【ナレーター】杉本るみ 1. 玉袋筋太郎：大田市場→松戸市→土浦市→CP 水戸市（泊）→CP 山形市（泊）→仙台市→G 盛岡市 2. 魔裟斗：盛岡市→CP 函館市（泊）→CP 小樽市（泊）→札幌市→石狩市→G 富良野市 3. ダイアモンド☆ユカイ：富良野市→旭川市→CP 稚内市（2泊）→CP 紋別市→G 知床 | 成功                   | 乗継台数15 積荷の種類23 |
| 水曜エンタ                   |                              |                                                                      |                                |                                | |                        |                         |
| SP                           | 2015年12月16日 21:00 - 22:48 | 激走!!トラック乗り継ぎ旅SP 列島横断!三浦半島→能登半島                | 三崎水産物地方卸売市場         | 禄剛崎                         | 【ナレーター】杉本るみ 1. ケンドーコバヤシ：三崎水産物地方卸売市場→海老名市→相模原市→八王子市→大月市→富士吉田市（泊）→ 富士河口湖町→CP 河口湖→甲府市→長野原町→茅野市※時間切れ（…G 諏訪市） 2. ウド鈴木：茅野市※繰り上げスタート→G 諏訪市→岡谷市→松本市→新島々駅（泊）→CP 高山市→G 富山市 3. 大鶴義丹：富山市→七尾市→CP 輪島市（泊）→曽々木口→珠洲市大谷町→G 禄剛崎 | 成功                   | 乗継台数17 積荷の種類24 |
| 土曜スペシャル               |                              |                                                                      |                                |                                | |                        |                         |
| 8                            | 2016年2月13日 18:30 - 20:54  | 激走2150km!横浜⇒北海道宗谷岬トラック乗り継ぎふれあい旅8              | 横浜中央卸売市場               | 宗谷岬                         | 【ナレーター】杉本るみ 1. 玉袋筋太郎：横浜中央卸売市場→大田市場→佐原市→CP 銚子市（泊）→CP 蔵王町→仙台市→G 気仙沼市（泊） 2. 田中卓志：気仙沼市→CP 八戸市（泊）→青森市→函館市→CP 松前町→函館市→長万部町→苫小牧市→G 帯広市 3. 武蔵：帯広市→旭川市（泊）→留萌市→旭川市→紋別市※時間切れ | 失敗                   | 乗継台数17 積荷の種類21 |
| 日曜ビッグ                   |                              |                                                                      |                                |                                | |                        |                         |
| 9                            | 2017年2月5日 19:54 - 21:48   | 列島縦断2600kmトラック乗り継ぎ旅!ガチンコ激走バトル2017              | 【ナレーター】杉本るみ         | 【ナレーター】杉本るみ         | 【ナレーター】杉本るみ | 【ナレーター】杉本るみ |                         |
| 9                            | 2017年2月5日 19:54 - 21:48   | 列島縦断2600kmトラック乗り継ぎ旅!ガチンコ激走バトル2017              | 【北ルートチーム】 札幌市⇒築地 | 【北ルートチーム】 札幌市⇒築地 | 1. ボビー・オロゴン：札幌市→CP 長万部町→函館市（泊）→青森市→CP 弘前市→CP 男鹿市→秋田市 2. 角田信朗：秋田市（泊）→CP 鶴岡市（泊） 3. 玉袋筋太郎：鶴岡市→山形市（泊）→CP 米沢市（泊）→CP 会津若松市→宇都宮市※時間切れ | 失敗                   |                         |
| 9                            | 2017年2月5日 19:54 - 21:48   | 列島縦断2600kmトラック乗り継ぎ旅!ガチンコ激走バトル2017              | 【南ルートチーム】 福岡市⇒築地 | 【南ルートチーム】 福岡市⇒築地 | 1. 庄司智春：福岡市→太宰府市→鳥栖市→朝倉市甘木（泊）→杷木町→日田市→CP 別府市→西条市（泊）→CP 高松市 2. 清水宏保：高松市→鳴門市→C P洲本市→CP 堺市（泊）→CP 近江八幡市→彦根市 3. ケンドーコバヤシ：彦根市→CP 岡崎市（泊）→CP 富士宮市→CP 茅ヶ崎市（泊）→藤沢市辻堂→鎌倉市→葉山町→横浜市→G 築地 | 成功                   |                         |
| 10                           | 2019年2月17日 19:54 - 21:54  | 冬の日本海縦断!!金沢⇒宗谷岬!トラックに乗せてもらって行けるか?        | 金沢市中央卸売市場             | 宗谷岬                         | 【ナレーター】杉本るみ 1. 井戸田潤：金沢市中央卸売市場→CP 富山市公設地方卸売市場→糸魚川青果卸売市場→CP 新潟市中央卸売市場（泊）→山形市公設地方卸売市場 2. はるな愛：山形市公設地方卸売市場→CP 酒田魚類地方卸売市場→道の駅鳥海 ふらっと→道の駅象潟→秋田市（泊）→CP 秋田市公設地方卸売市場→道の駅やたて峠→道の駅ひろさき→CP 青森港フェリーターミナル 3. 安藤なつ：青森市→函館市水産地方卸売市場（泊）→苫小牧市 4. 花田虎上：苫小牧市→北広島市→CP 小樽市公設水産地方卸売市場→CP 留萌市地方卸売市場→稚内市→G 宗谷岬 | 成功                   |                         |
| テレビ東京開局60周年特別企画 |                              |                                                                      |                                |                                | |                        |                         |
| SP                           | 2024年3月7日 18:25 - 21:48   | トラック乗り継ぎ旅ザ・ワールド!激走アメリカ横断3500km!ルート66を辿る | シカゴ                         | サンタモニカ                   | 【MC】有吉弘行、若槻千夏、ヒコロヒー 【ナレーター】セイン・カミュ （⇒印：ルート66保存区間） 1. フワちゃん：シカゴ→ポンティアック (イリノイ州)(泊)⇒スプリングフィールド (イリノイ州) 2. ケンドーコバヤシ：スプリングフィールド (イリノイ州)→セントルイス（泊）→キューバ (ミズーリ州)（泊）⇒セント・ロバート (ミズーリ州)⇒スプリングフィールド (ミズーリ州)（泊）→オクラホマシティ 3. 城田優：オクラホマシティ→アマリロ (テキサス州)（泊）⇒キャデラック・ランチ⇒トゥクムカリ（泊）→アルバカーキ 4. 井上裕介（NON STYLE）：アルバカーキ（泊）→フラッグスタッフ (アリゾナ州)→セリグマン (アリゾナ州)(泊)⇒キングマン (アリゾナ州)⇒ニードルズ (カリフォルニア州)→サンタモニカ | 成功                   |                         |